# ایران در پارالمپیک زمستانی ۲۰۰۲
ایران در بازی‌های پارالمپیک زمستانی ۲۰۰۲ که در سالت‌لیک ایالات متحده امریکا برگزار شد تنها با یک ورزشکار در یک رشته ورزشی شرکت نمود و موفق به کسب مدالی نشد.

## رشته‌ها و تعداد شرکت‌کنندگان
| رشته ورزشی  | مردان | زنان | مجموع |
| ----------- | ----- | ---- | ----- |
| اسکی آلپاین | ۱     |      | ۱     |
| مجموع       | ۱     | ۰    | ۱     |

## نتایج با رویداد

### اسکی آلپاین
مردان
| ورزشکار   | رویداد          | دور ۱   | دور ۲   | زمان واقعی | نتیجه   | رتبه‌بندی |
| --------- | --------------- | ------- | ------- | ---------- | ------- | -------- |
| صادق کلهر | مارپیچ کوچک LW۲ | ۵۴٫۰۶   | ۵۱٫۸۵   | ۱:۴۵٫۹۱    | ۱:۴۵٫۹۱ | ۱۴       |
| صادق کلهر | مارپیچ بزرگ LW۲ | ۱:۱۵٫۶۵ | ۱:۱۸٫۰۶ | ۲:۴۶٫۶۶    | ۲:۳۳٫۷۱ | ۱۲       |
| صادق کلهر | مارپیچ سرعت LW۲ | ۱:۳۴٫۳۵ | ۱:۳۴٫۳۵ | ۱:۳۴٫۳۵    | ۱:۲۶٫۹۲ | ۱۶       |